# City Gate (Warszawa)
City Gate (dawniej Zespół Biurowo-Hotelowy „Skwer Wolski”) – budynek biurowo-usługowy znajdujący się przy ul. Ogrodowej 58 w Warszawie.

## Opis
Projekt autorstwa architektów Adama Tyliszczaka i Romana Abramczuka powstał w 1997 roku. Konstruktorami zostali inżynierowie Tomasz Ziętała i Bogumił Duraj. Prace elewacyjne wykonało przedsiębiorstwo Mostostal Warszawa. Budowa została ukończona w listopadzie 2000 roku. Inwestycję zrealizowała spółka deweloperska Echo Investment.
Budynek składa się z dwóch części – A (14 kondygnacji nadziemnych) i B (7 kondygnacji nadziemnych). Posiada również dwie kondygnacje podziemne przeznaczone na parking (230 miejsc). Jego powierzchnia całkowita wynosi 26205 m², z czego 19000 m² stanowi przestrzeń biurowa, zaś 1350 m² - powierzchnia handlowo-usługowa. Właścicielem powierzchni biurowych jest spółka z ograniczoną odpowiedzialnością Ogrodowa - Inwestycje, wchodząca w skład Grupy PZU.
W budynku B znajduje m.in. Centrum Konferencyjne Ogrodowa 58.